# Bùi Hữu Nhơn
Bùi Hữu Nhơn (1928 - 2022) nguyên là một tướng lĩnh của Quân lực Việt Nam Cộng hòa, cấp bậc Thiếu tướng. Ông xuất thân từ khóa đầu tiên ở trường Võ bị Viễn đông do Quân đội thuộc địa Pháp mở ra tại cao nguyên Trung phần Việt Nam nhằm đào tạo sĩ quan phục vụ cho Quân đội Liên hiệp Pháp sau đó và Quân đội Quốc gia Việt Nam sau này. Ông đã phục vụ trong Binh chủng Pháo binh từ những chức vụ nhỏ nhất của một sĩ quan cho đến chức vụ cao nhất là Chỉ huy trưởng Binh chủng. Có thể xem ông là một vị tướng Pháo binh. Tuy nhiên, vì xuất thân từ một trường Võ bị nên trong suốt thời gian phục vụ Quân đội, ông cũng đảm trách những chức vụ ở những lĩnh vực khác như Tư lệnh Sư đoàn Bộ binh, Chỉ huy trưởng đơn vị Yểm trợ, Chỉ huy trưởng Cơ sở đào tạo nhân lực cho quân đội v.v...

## Tiểu sử & Binh nghiệp
Ông sinh năm 1928 trong một gia đình khá giả tại một tỉnh thuộc miền Nam Việt Nam. Ông đã tốt nghiệp Trung học chương trình Pháp với văn bằng Thành chung.

### Quân đội Liên hiệp Pháp
Giữa năm 1946, ông tình nguyện nhập ngũ vào Quân đội Pháp, mang số quân: 48/104.132. Theo học khóa 1 Nguyễn Văn Thinh ở trường Võ bị Liên quân Viễn đông tại Đà Lạt, khai giảng ngày 15 tháng 7 năm 1946. Ngày 1 tháng 7 năm 1947 mãn khóa tốt nghiệp với cấp bậc Thiếu úy hiện dịch. Ra trường ông được chọn phục vụ trong đơn vị Pháo binh của Quân đội Liên hiệp Pháp. Sau đó, ông được cử đi du học khóa căn bản sĩ quan Pháo binh tại trường Pháo binh Pháp ở Idar-Oberstein, Đức Quốc.

### Quân đội Quốc gia Việt Nam
Giữa năm 1950, chuyển sang phục vụ Quân đội Quốc gia, ông được thăng cấp Trung úy, làm Huấn luyện viên tại Trường Võ bị Liên quân Đà Lạt (sau là Võ bị Quốc gia Việt Nam). Kế tiếp làm Trung đội trưởng Trung đội sinh viên sĩ quan hiện dịch của khóa 3 Trần Hưng Đạo và khóa 5 Hoàng Diệu.
Đầu năm 1952, ông được thăng cấp Đại úy, được đi học lớp Chỉ huy & Tham mưu ở Hà Nội. Đến tháng 8 năm 1954, sau Hiệp định Genève (20 tháng 7) ông được thăng cấp Thiếu tá và được cử đi du học lớp sĩ quan cao cấp Pháo binh tại Châlons-sur-Marne, Pháp. Mãn khóa học về nước, ông giữ chức vụ Tiểu đoàn trưởng Tiểu đoàn 1 Pháo binh, đồn trú tại Cần Thơ.

### Quân đội Việt Nam Cộng hòa
Cuối năm 1955, sau khi Thủ tướng Ngô Đình Diệm đắc cử Tổng thống của nền Đệ nhất Cộng hòa và đổi tên Quân đội Quốc gia thành Quân đội Việt Nam Cộng hòa, ông được thăng cấp Trung tá và được cử làm Chỉ huy trưởng Trung tâm Huấn luyện Pháo binh Phú Lợi đặt tại Thủ Đầu Một kiêm Chỉ huy trưởng Bộ chỉ huy Pháo binh Trung ương. Đến cuối năm 1956, ông được cử đi du học ở Hoa Kỳ khóa Chỉ huy và Tham mưu cao cấp tại Fort Leavenworth, Tiểu bang Kansas. Kế tiếp học khóa Không trợ Cận chiến ở Coronado, San Diego, Tiểu bang California. Đầu năm 1958, về nước giữ chức vụ Tư lệnh phó Đệ tam Quân khu. Tháng 4 cùng năm, ông được thăng cấp Đại tá và được bổ nhiệm chức vụ Tư lệnh Đệ tam Quân khu. Đến đầu năm 1960, ông chuyển về Bộ Tổng tham mưu ông được cử giữ chức Trưởng phòng Quân huấn tân lập. Cùng năm ông đi du học tu nghiệp lớp Pháo binh Phòng không tại Fort Bliss, El Paso, Tiểu bang Texas, Hoa Kỳ. Đầu năm 1961, ông được tái nhiệm chức vụ Chỉ huy trưởng Bộ chỉ huy Pháo binh Trung ương thay thế Đại tá Nguyễn Xuân Trang. Giữa năm 1962, ông được bổ nhiệm làm Tư lệnh Sư đoàn 21 Bộ binh thay thế Đại tá Trần Thiện Khiêm, sau khi bàn giao Bộ chỉ huy Pháo binh lại cho Đại tá Hồ Nhựt Quan.
Trung tuần tháng 11 năm 1963, sau cuộc đảo chính Tổng thống Ngô Đình Diệm, nhận lệnh bàn giao Sư đoàn 21 cho Đại tá Cao Hảo Hớn, ông được cử giữ chức vụ Quyền Tư lệnh Quân đoàn IV và Vùng 4 chiến thuật (4 ngày), sau đó bàn giao lại cho Thiếu tướng Nguyễn Hữu Có. Trong tháng này ông được chuyển về Bộ Tổng tham mưu giữ chức vụ Tham mưu phó Hành quân.
Đầu tháng 2 năm 1964, sau vụ Chỉnh lý nội bộ các tướng lĩnh trong Hội đồng Quân nhân Cách mạng để giành quyền lãnh đạo của tướng Nguyễn Khánh, ông được bổ nhiệm làm Tư lệnh Sư đoàn 7 bộ binh thay thế Thiếu tướng Lâm Văn Phát. Tháng 7 cùng năm, trở về phục vụ tại Bộ Tổng tham mưu sau khi bàn giao Sư đoàn 7 lại cho Đại tá Huỳnh Văn Tồn. Tháng 11 cuối năm, ông được thăng cấp Chuẩn tướng và được bổ nhiệm chức vụ Chỉ huy trưởng trường Sĩ quan Trừ bị Thủ Đức thay thế Trung tướng Trần Ngọc Tám.
Giữa năm 1965, ông được thăng cấp Thiếu tướng, bàn giao Trường sĩ quan Trừ bị Thủ Đức lại cho Chuẩn tướng Cao Hảo Hớn, chuyển về Bộ Tổng tham mưu giữ chức Tổng cục trưởng Tổng cục Tiếp vận tân lập kiêm Chủ tịch Ủy ban Điều hành Quốc tế Quân viện. Đến đầu năm 1966, bàn giao Tổng cục Tiếp vận lại cho Đại tá Đào Ngọc Thọ, ông được cử giữ chức vụ Tham mưu trưởng Liên quân trong Bộ Tổng tham mưu. Tháng 12 cùng năm, ông tái nhiệm chức vụ Chỉ huy trưởng trường Bộ binh Thủ Đức thay thế Chuẩn tướng Trần Văn Trung. Giữa năm 1967, bàn giao chức Chỉ huy trưởng trường Bộ binh lại cho Đại tá Lâm Quang Thơ, về lại tùng sự tại Bộ Tổng tham mưu. Đầu năm 1968, ông được tái nhiệm chức vụ Chủ tịch Ủy ban Điều hành Quốc tế Quân viện. Tháng 12 cùng năm, ông được giải ngũ với lý do đã có trên 20 năm phục vụ quân đội.

## 1975
Ngày 30 tháng 4, ông cùng gia đình di tản khỏi Việt Nam. Sau đó sang định cư tại Tiểu bang California, Hoa Kỳ.